# Mistrzostwa Świata w Tenisie Stołowym 1954
21. Mistrzostwa świata w tenisie stołowym odbyły się w dniach 5–14 kwietnia 1954 roku w Londynie.

## Końcowa klasyfikacja medalowa
| Miejsce | Państwo        | Złoto | Srebro | Brąz | Razem |
| ------- | -------------- | ----- | ------ | ---- | ----- |
| 1       | Japonia        | 3     | 2      | 3    | 8     |
| 2       | Anglia         | 1     | 2      | 4    | 7     |
| 3       | Węgry          | 1     | 1      | 2    | 4     |
| 3       | Czechosłowacja | 1     | 1      | 2    | 4     |
| 5       | Rumunia        | 1     | 0      | 1    | 2     |
| 5       | Jugosławia     | 1     | 0      | 1    | 2     |
| 7       | Francja        | 0     | 1      | 0    | 1     |
| 7       | Szwecja        | 0     | 1      | 0    | 1     |

## Medaliści
| Konkurencja:               | Złoto:                        | Srebro:                        | Brąz:                                                       |
| gra pojedyncza kobiet      | Angelica Rozeanu              | Yoshiko Tanaka                 | Éva Kóczián Fujie Eguchi                                    |
| gra pojedyncza mężczyzn    | Ichiro Ogimura                | Tage Flisberg                  | Ivan Andreadis Richard Bergmann                             |
| gra podwójna kobiet        | Diane Rowe Rosalind Rowe      | Kathleen Best Ann Haydon       | Fujie Eguchi Kiiko Watanabe Gizella Farkas Angelica Rozeanu |
| gra podwójna mężczyzn      | Žarko Dolinar Vilim Harangozo | Viktor Barna Michel Haguenauer | Ichiro Ogimura Yoshio Tomita Adolf Slar Vaclav Tereba       |
| gra mieszana               | Ivan Andreadis Gizella Farkas | Yoshio Tomita Fujie Eguchi     | Viktor Barna Rosalind Rowe Žarko Dolinar Ermelinde Wertl    |
| konkurs drużynowy mężczyzn | Japonia                       | Czechosłowacja                 | Anglia                                                      |
| konkurs drużynowy kobiet   | Japonia                       | Węgry                          | Anglia                                                      |